# Мері Тейлор Браш
Мері Тейлор, у шлюбі Тейлор Браш (англ. Mary Taylor «Mittie» Whelpley Brush; 1866–1949) — американська художниця, скульпторка і піонерка авіації.

## Життєпис
Народилася 11 січня 1866 року у Бостоні, штат Массачусетс (США), у родині Джеймса Девенпорта Велплі (1817—1872) та Мері Луїзи Брід (1853—1932).
У 1885 році, під час навчання в Лізі студентів-художників у Нью-Йорку, закохалася у вчителя — художника Джорджа де Форест Браша Не отримавши схвалення весілля від батьків, втекла і одружилася в Нью-Йорку в 1886 році на свій двадцятий день народження. Спочатку вони переїхали до Квебеку на сході Канади, а через два роки повернулися до Нью-Йорка. Наприкінці 1890-х її здоров'я погіршилося, і вони ненадовго переїхали до Флоренції в Італії для лікування. Щороку до Першої світової війни вони проводили певний час у цій місцевості..
У 1890 чи 1901чоловік купив Таунсенд-Фарм у Дубліні, штат Нью-Гемпшир, де родина раніше проводила відпустку, а згодом переїхала на проживання. Мері Тейлор була головним предметом мистецтва її чоловіка з початку 1890-х до Першої світової війни, він написав багато портретів «Матері та дитини» з їхніми дітьми.
Померла 29 липня 1949 року в Дубліні, штат Нью-Гемпшир на 84-му році життя, похована на міському цвинтарі Dublin Town Cemetery.
У шлюбі народила дев'ятеро дітей: сини Альфред Пейн та Джером; доньки Елісон, Ненсі Дуглас, Тріббі, Джорджія, Мері, Джейн та Теа.

## Кар'єра

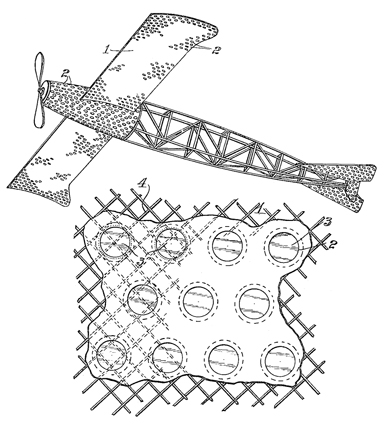
Малюнок Мері Тейлор Браш 1917 року

Мері Тейлор була першою з авіаторів, пройшовши підготовку пілотеси до початку Першої світової війни в США. В 1916 році вона з чоловіком придбала літак Morane-Borel monoplane (також відомий як Morane-Saulnier). Чоловік зі старшим сином Джеромом та другом Ебботом Гендерсоном Теєром експериментували з камуфляжем літака, щоб зменшити його видимість, роблячи крила та фюзеляж прозорими. Мері Тейлор, будучи досвідченою пілотесою, брала участь у цій експериментальній роботі. В заявці на патент, поданій Мері Тейлор в 1917 році, стверджувалось, що вона «змогла створити машину, яка практично невидима в повітрі». Вивчаючи техніку контросвітлення, Тейлор вирішила зробити отвори у крилах власних проєктних літаків, поставивши також лампочки в різних частинах фюзеляжу, щоб розсіювати світло навколо літака. Вона проводила випробування своїх конструкцій на літаку, яким літала над Лонг-Айлендом і Нью-Гемпширом. Її проєкти не використовувалися під час Першої світової війни, але ця концепція була знову досліджена та випробувана під час Другої світової війни, в тому числі в проєкті «Вогні Єгуди».